# Первое Новгородское перемирие
Первое Новгородское перемирие  — русско-шведский договор, завершивший Русско-шведскую войну 1495—1497 годов.

## Место подписания
Новгород.

## Дата подписания
3 марта 1497 года.

## Предшествовавшие события
В ходе боевых действий обе стороны понесли большие потери. Шведская сторона обратилась за посредничеством к Дании, в обмен пообещав королю Хансу признать его королём Швеции.

## Ход переговоров
В начале 1497 года по инициативе шведской стороны при посредничестве Дании начались переговоры, в ходе которых шведы, пытаясь закрепить за собой спорные территории, ссылались на искажение текста Ореховского мира 1323 года.

## Срок действия

### По Перемирию
Шесть лет.

### Фактически
Утратило силу после возобновления военных действий между сторонами в 1499 году.

## Важнейшие положения
1. Подтверждение линии границы, установленной в 1323 году.
2. Обмен пленными.
3. Предоставление российским купцам права торговать с городами ливонскими и ганзейскими городами через Выборг, позволявшего усилить экономические связи с европейскими странами, ослабевшие после закрытия Немецкого двора в Новгороде в 1494 году.